# Withernsea
Withernsea est une station balnéaire et une paroisse civile située dans le Yorkshire de l'Est, au nord de l'Angleterre. En 2011, sa population est de 6 159 habitants.

## Source de la traduction
- (en) Cet article est partiellement ou en totalité issu de l’article de Wikipédia en anglais intitulé « Withernsea » (voir la liste des auteurs).